# Giuseppe de Novaes
Giuseppe de Novaes (Vila Real, 6 aprile 1736 – Siena, 26 febbraio 1821) è stato un presbitero portoghese, membro della Compagnia di Gesù, storico della Chiesa cattolica e del Papato.

## Biografia
Nacque a Vila Real, in Portogallo, da nobile famiglia, il 6 aprile (altre fonti riportano il 13 dello stesso mese), del 1736. Intraprese gli studi nel noviziato della Compagnia di Gesù ed emise la sua professione religiosa il 9 ottobre 1751.
Dopo la soppressione della Compagnia di Gesù, il de Novaes entrò nel clero secolare e fu accolto a Siena dall’arcivescovo Antonio Felice Zondadari che lo nominò suo teologo personale e nel 1803 gli conferì un canonicato nella cattedrale di Siena.
Morì a Siena il 26 febbraio 1821. La sua salma è sepolta nella cappella della villa dei marchesi Chigi Zondadari a Vicobello, nei pressi di Siena.

## Opere
Il nome del de Novaes è legato ad alcune opere di carattere storico-ecclesiastico:
- Sacro rito antico e moderno dell’elezione, coronazione e possesso de’ Sommi Pontefici, pubblicato a Roma nel 1769;
- Introduzione alle vite de’ Sommi Pontefici, in due volumi; l’opera conobbe due edizioni, entrambe a Roma, la prima nel 1797 e la seconda, con revisioni e correzioni, postuma nel 1822.
- Elementi di Storia de’ Sommi Pontefici; la prima edizione, in sette volumi, vide la luce a Roma, fra il 1775 e il 1792, dedicata a papa Pio VI; la seconda in quattordici volumi, fu pubblicata a Siena tra il 1802 e il 1806, dedicata a Pio VII,e la terza, corretta ed ampliata, in diciassette volumi, fu pubblicata postuma a Roma tra il 1821 ed il 1823;
- Elementi della Storia per la gioventù delle scuole, pubblicata a Venezia.

Sotto il suo nome si trova talvolta una Vita del Sommo Pontefice Pio VII, pubblicata a Roma nel 1824 come diciottesimo volume dell’edizione romana degli Elementi di Storia de’ Sommi Pontefici del 1821-23, ma in realtà opera dell’erudito Erasmo Pistolesi.

## Curiosità
Il de Novaes fu uno dei più acerrimi sostenitori della falsità delle profezie di san Malachia sui pontefici: dopo averne pubblicato il testo all'interno della trattazione del papato di Celestino II, seguendo le critiche del gesuita Claude François Menestrier, le descrisse come «false» e «inventate dal capriccio d'un uomo ambizioso», «onde non s'abbiano a curare da un uomo assennato».